# (278986) Chenshuchu
(278986) Chenshuchu est un astéroïde de la ceinture principale.

## Description
(278986) Chenshuchu est un astéroïde de la ceinture principale. Il fut découvert le 20 octobre 2008 à l'Observatoire de Lulin par Hsiao Xiang-Yao et Ye Quan-Zhi. Il présente une orbite caractérisée par un demi-grand axe de 2,89 UA, une excentricité de 0,07 et une inclinaison de 3,1° par rapport à l'écliptique.

## Compléments